# Ranger (Raumsonden-Programm)

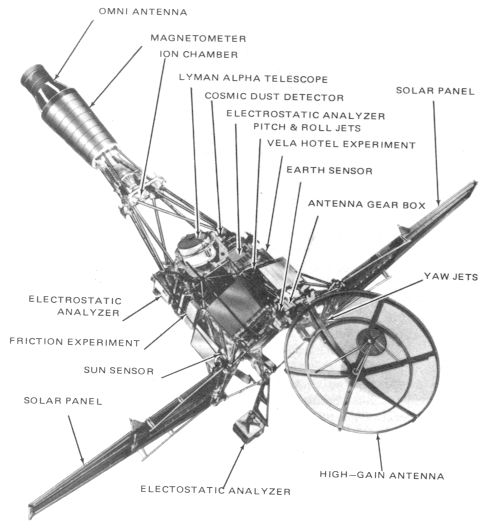
Design der Block-I-Satelliten

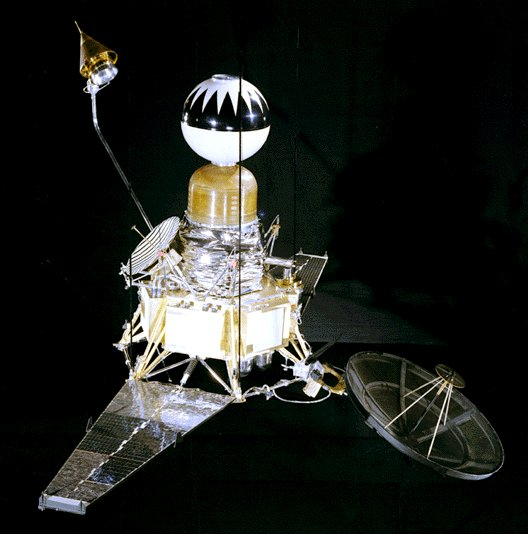
Ranger 4 (Ranger Block II)

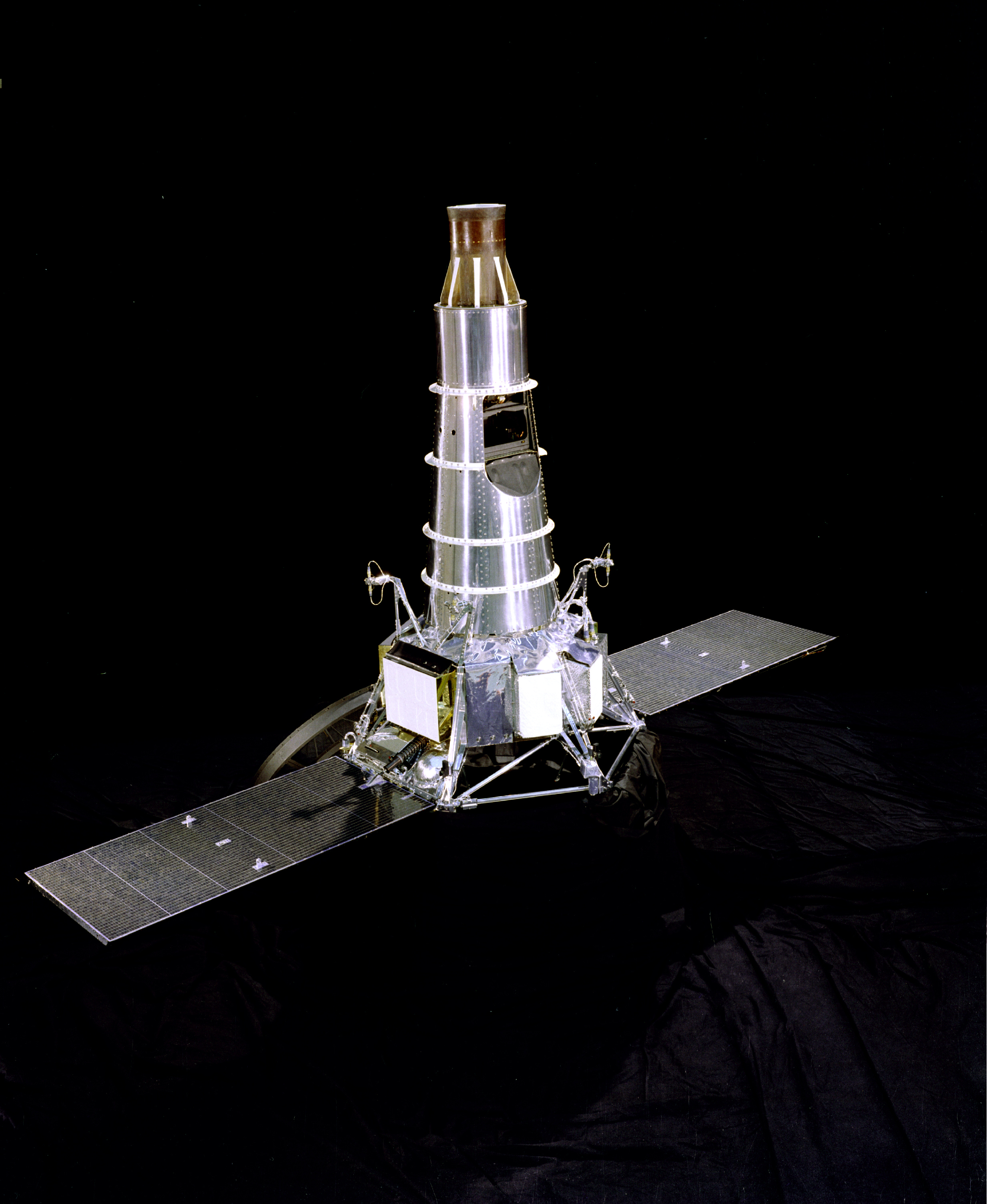
Ranger 9 (Ranger Block III)

Ranger  ist der Name eines US-amerikanischen Raumfahrtprogramms und von neun Raumsonden, die zwischen 1961 und 1965 zum Mond flogen und von dort vor dem Aufschlag Bilder übermittelten. Es wurde von der NASA durchgeführt und stand unter der Leitung des JPL.

## Mission
Bereits im Rahmen des Pioneer-Programmes flogen neun US-Sonden zum Mond. Dabei war allein der Vorbeiflug von Pioneer 4 am 4. März 1959 ein Teilerfolg, die anderen acht Sonden waren allesamt Fehlschläge.
Nach der Ankündigung von US-Präsident John F. Kennedy im April 1961, bis zum Ende des Jahrzehnts einen Menschen auf den Mond zu bringen, intensivierte die NASA ihre Bemühungen. Das Programm Ranger war ein Allzweckprogramm. Es diente der Einübung von Manövern im Raum sowie der Vorbereitung der Landung auf dem Mond. Das Ranger-Projekt gliedert sich in drei Blöcke:

### Block I
Die Sonden 1–2, 306 kg schwer, sollten Erdsatelliten bleiben, jedoch in den mondnahen Raum und darüber hinaus vorstoßen (mit einem Apogäum von rund 1 Mio. km). Hauptziel war das Testen der Systeme für die späteren Missionen. Diese Sonden trugen keine Kameras, sondern Messinstrumente zur Erforschung des mondnahen Weltraums.

### Block II
Die 330–340 kg schweren Sonden 3–5 sollten auf dem Mond aufschlagen und unmittelbar vorher Bilder übermitteln. Zuvor sollte die Muttersonde eine etwa 40 kg schwere Instrumentenkapsel ausstoßen, die geschützt in einem kugelförmigen Gehäuse aus Balsaholz den Aufschlag nach mehrmaligem Hüpfen unbeschädigt überstehen sollte. An Bord der Kapsel befand sich unter anderem ein einfacher Seismograph.

### Block III
Bei den Sonden 6–9 mit einem Gewicht von 365 kg wurde nach den Fehlschlägen von Block II auf eine „weich“ landende Instrumentenkapsel verzichtet und stattdessen mit Hilfe von sechs Kameras die Gewinnung hochauflösender Aufnahmen vor dem Aufschlag angestrebt. Diese Kameras arbeiteten unabhängig voneinander und unterschieden sich in Abtastrate und Brennweite.

## Verlauf

### Block I (Systemerprobung in der Erdumlaufbahn)
- Ranger 1 startete am 23. August 1961 und konnte aufgrund eines Fehlers in der Rakete einen niedrigen Erdorbit nicht verlassen. Der Satellit verglühte am 30. August 1961, nachdem bereits drei Tage zuvor die Kommunikation abgebrochen war.
- Ranger 2 startete am 18. November 1961 und erlitt ein ähnliches Schicksal wie Ranger 1. Der Satellit verglühte am 20. November 1961.

### Block II (Landung einer Kapsel)
- Ranger 3 startete am 26. Januar 1962, doch flog die Sonde aufgrund zu hoher Geschwindigkeit in 36.000 km Abstand am Mond vorbei in eine Sonnenumlaufbahn. Die Sonde übermittelte keine Bilder.
- Ranger 4 startete am 23. April 1962, doch brach der Kontakt zu dieser Sonde noch am selben Tag ab. Die Sonde schlug am 26. April 1962 auf der Rückseite des Mondes auf. Ranger 4 war trotz des Fehlschlags das erste US-Raumfahrzeug, das die Mondoberfläche erreichte.
- Ranger 5 startete am 18. Oktober 1962, auch hier gab es noch am selben Tag einen Kommunikationsabbruch. Die Sonde flog in rund 700 km Entfernung am Mond vorbei und geriet dann in eine Sonnenumlaufbahn.

### Block III (Nahaufnahmen der Mondoberfläche)

18-Minuten-Zeitraffer des Ranger-9-Anfluges auf den Mond

- Ranger 6 startete am 30. Januar 1964 und schlug am 2. Februar 1964 auf dem Mond auf. Die Kameras ließen sich unmittelbar vor dem Aufschlag nicht aktivieren.
- Ranger 7 startete am 28. Juli 1964 und schlug am 31. Juli 1964 im Mare Cognitum auf dem Mond auf. Dabei übermittelte die Sonde unmittelbar vor dem Aufschlag 4300 Bilder.
- Ranger 8 startete am 17. Februar 1965 und schlug am 20. Februar 1965 im Mare Tranquillitatis auf dem Mond auf. Die Sonde übertrug 7300 Bilder.
- Ranger 9 startete am 21. März 1965, schlug am 24. März 1965 im Krater Alphonsus auf und übermittelte 5800 Bilder, die auch live im US-Fernsehen gezeigt wurden. Bei diesen drei Missionen erfüllten sich die Versprechungen der NASA; die übermittelten Bilder boten eine gegenüber Aufnahmen von der Erde um den Faktor 1000 verbesserte Auflösung.

## Ergebnis
Ranger war mit sechs Fehlschlägen, aber einer zum Schluss zufriedenstellenden Erfolgsquote von 33 % erfolgreicher als das Pioneer-Mondprogramm. Das Programm kostete die USA insgesamt 170 Mio. US-Dollar, damals etwa 700 Mio. DM. Dies entspricht heutigen Kosten von 1,315 Mrd. $ bzw. 1,416 Mrd. EUR.
Nachfolgeprogramme waren Surveyor und Lunar Orbiter.